# 죽파로
죽파로(Jukpa-ro)는 대한민국 경상북도 포항시 북구 용흥동에서 죽도동을 거쳐 죽도파출소앞까지 연결하는 도로이다.

## 노선 경로
- 삼거리 명칭 미상
  - 용당로
    - 필리스호텔
    - 디오체아파트
    - 골든맨션
    - 골든맨션
    - 죽도동우체국
- 죽도파출소앞
  - 중흥로, 양학천로, 중앙로121번길